# Вотертаун (Флорида)
Вотертаун (енгл. Watertown) насељено је место без административног статуса у америчкој савезној држави Флорида.

## Демографија
По попису из 2010. године број становника је 2.829, што је 8 (-0,3%) становника мање него 2000. године.
| Група             | 2000.         | 2010.         |
| Белци             | 1.874 (66,1%) | 1.790 (63,3%) |
| Афроамериканци    | 858 (30,2%)   | 887 (31,4%)   |
| Азијати           | 7 (0,2%)      | 7 (0,2%)      |
| Хиспаноамериканци | 38 (1,3%)     | 85 (3,0%)     |
| Укупно            | 2.837         | 2.829         |